# Santiago Apóstol (kommun)
Santiago Apóstol är en kommun i Mexiko.   Den ligger i delstaten Oaxaca, i den sydöstra delen av landet, 400 km sydost om huvudstaden Mexico City.
Följande samhällen finns i Santiago Apóstol:
- San Sebastián Ocotlán